# Incon
Incon di Nantes dallo scandinavo  Håkon oppure Inge, in francese Incon de Nantes (... – dopo il 937) fu Jarl (equiparabile al nostro conte) dei Normanni e conte di Nantes, che dominò la Bretagna, tra il 931-937.

## Origine
Di Incon non si conoscono gli ascendenti, che erano Normanni; infatti il cronista franco del periodo carolingio, Flodoardo, lo definisce semplicemente un Normanno (Incon Nortmannus).

## Biografia
Di Incon non si hanno molte notizie, viene citato dal cronista Flodoardo, nei suoi Annales.
Nel 919, secondo Flodoardo, i Normanni, sotto il comando di Ragenold, avevano occupato la Bretagna, come ci conferma anche il documento n° XXVII de La chroniques de nantes (I Normannii arrivarono in Bretagna navigando la Loira e iniziarono la conquista dalla contea di Nantes), inclusa la contea di Nantes che, dopo la morte (907) del re di Bretagna, Alano I il Grande, era stata assegnata a Folco I d'Angiò, con l'incarico di combattere sia i Vichinghi che i Bretoni, come risulta dai Gestis Consulum Andegavensium.
Nel 931, quando i Bretoni, che al momento dell'invasione, avevano trovato rifugio in Inghilterra (un gran numero di Bretoni avevano seguito il conte di Poher, Mathuedoï e suo figlio, Alano detto il Barbatorta in Inghilterra, presso, Atelstano, futuro re d'Inghilterra, che in questo documento viene già definito, re d'Inghilterra), iniziarono i loro tentativi di rioccupare il loro regno, sotto la guida di Alano detto il Barbatorta, ottenendo un iniziale successo, dove viene citato il comandante dei normanni, Felecan, che fu ucciso con molti dei suoi.
A Felecan succedette Incon, che, era accampato alla foce della Loira, e, in quello stesso anno, intervenne in Bretagna e, dopo aver sconfitto e scacciato i Bretoni la riconquistò. Anche La chroniques de nantes ricorda questi avvenimenti e precisa che Alano Barbatorta ed i suoi Bretoni furono costretti a rifugiarsi nuovamente in Inghilterra.
Nel 933, il duca di Normandia, Guglielmo I detto Lungaspada prestò omaggio al re dei Franchi Rodolfo di Borgogna (Raoul) per le regioni che aveva appena conquistate e ricevute in dono (quelle terre facevano parte del regno di Bretagna dall'868, regnante il re Salomone) da re Rodolfo. Guglielmo assunse anche il titolo di "duca dei Bretoni", come appare su alcune monete di quel periodo.

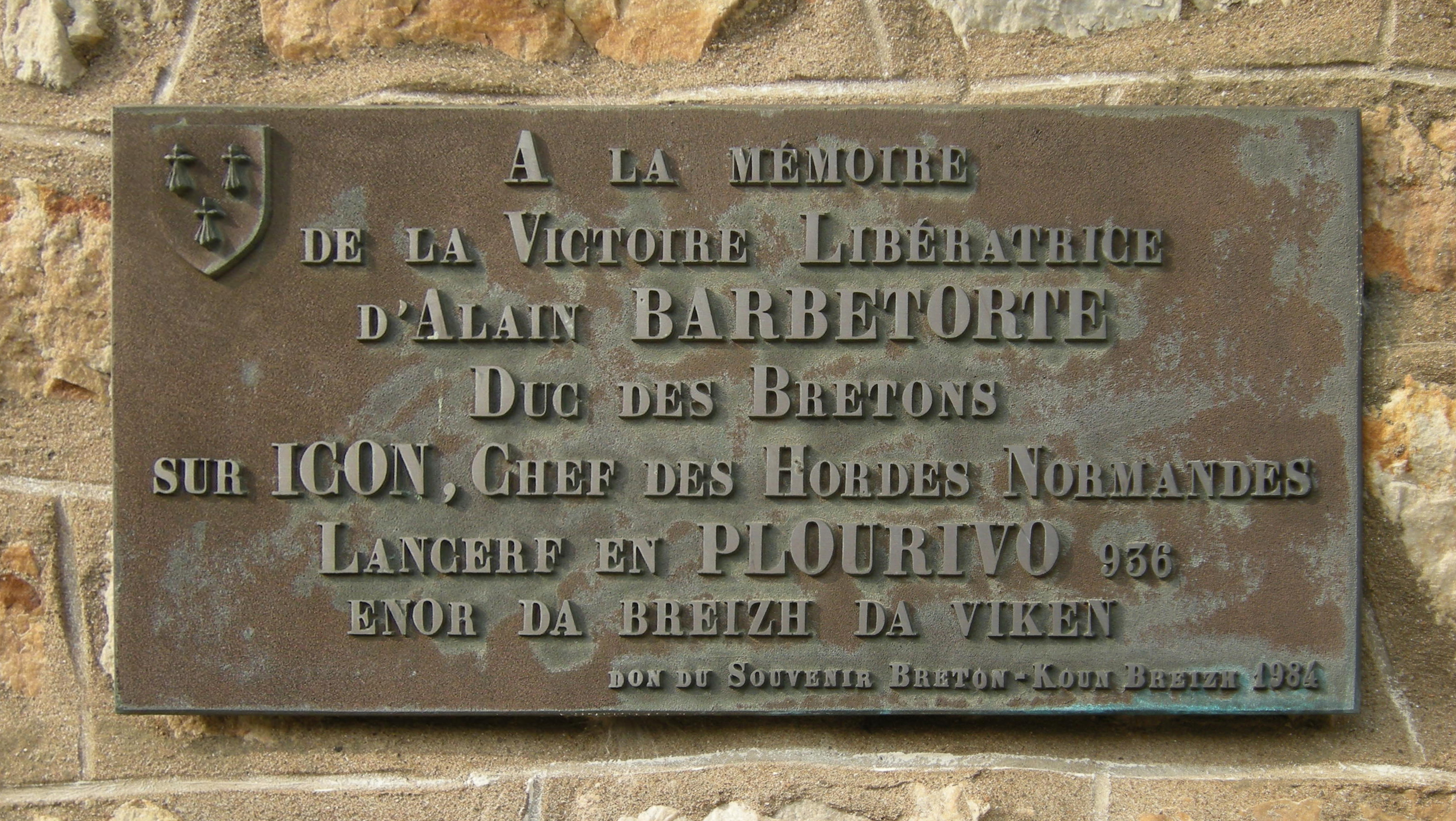
Targa posta sul palazzo comunale di Plourivo a ricordo della battaglia del fiume Trieux, tra Alano detto il Barbatorta e Incon (sulla targa è scritto Icon, e nons Incon).

Nel 935, ancora secondo Flodoardo, i Normanni della Bretagna, attaccarono la regione del Berry, per saccheggiarlo, ma furono sconfitti, con pesanti perdite e scacciati dagli abitanti della regione.
Secondo ANGLO-SAXON-ENGLAND dello storico britannico, Frank Stenton, nel 936, Alano, anche con l'aiuto di Atelstano, divenne conte di Vannes e di Nantes, dopo aver sconfitto i Normanni, guidati da Incon, sulle sponde del fiume Trieux, vicino a Plourivo.
Nel 937, ancora secondo Flodoardo, i Normanni si scontrarono diverse volte con i Bretoni di Alano, che erano rientrati a più riprese dall'esilio, venendone sconfitti. Incon coi suoi Normanni infine dovettero abbandonare la Bretagna, la terra che avevano devastato.
Di Incon non si conosce la data esatta della morte.

## Discendenza
Di Incon non si conosce alcuna discendenza

### Fonti primarie
- (LA)  Flodoardi Annales, pars I (877-944).
- (LA)  Rerum Gallicarum et Francicarum Scriptires, tomus IX.
- (LA)  La chroniques de nantes.

### Letteratura storiografica
- Louis Halphen, "Francia: gli ultimi carolingi e l'ascesa di Ugo Capeto (888-987)", cap. XX, vol. II (L'espansione islamica e la nascita dell'Europa feudale) della Storia del Mondo Medievale, 1999, pp. 636-661.
- (FR)  Histoire de Bretagne, de l'année 754 a l'année 995 di Arthur Le Moyne de La Borderie.
- (FR)  Lobineau, G. A. (1707) Histoire de Bretagne (Paris), Tome I.
- (FR)  La chroniques de nantes.